# Noccaea rubescens
Noccaea rubescens är en korsblommig växtart som först beskrevs av Heinrich Wilhelm Schott, Karl Theodor Kotschy och Pierre Edmond Boissier, och fick sitt nu gällande namn av Friedrich Karl Meyer. Noccaea rubescens ingår i släktet backskärvfrön, och familjen korsblommiga växter. Inga underarter finns listade i Catalogue of Life.